# 언어사건
언어사건(Sprachereignis, language event)이란 기록되거나 구술된 정보의 행위나 사건이다. 1920년대에 철학 학회지(Journal of Philosoph)에서 최초로 사용되었다. 신학에서 이 단어를 사용한 학자는 어네스트 푹스였다. 신 해석학파에 의해서 사용되는 신학용어이다.

## 언어사건과 실존주의
어네스트 푹스의 언어 교리는 역사적 예수의 "새로운 탐구"에서 영감을 받았다. 왜냐하면 예수의 말씀과 행동이 "언어 사건"(Sprachereignis)을 구성하기 때문이다. 믿음은 먼저 언어로 들어와서 "존재의 집" (하이데거)이라는 언어안에서 실존적으로 가능하게 된다.

## 언어사건(말 사건)
신학자 정승원에 따르면 신 해석학의 핵심은 '언어 사건'이라고 한다. 이것은 단지 정보가 아니라, 인격체로서 하나님 자신과 소통하는 것을 의미한다. 이것은 새로운 자이해(self- understanding)를 낳는다고 한다. 그래서 신해석학자들은 사상이 언어를 선행하는 것이 아니라 언어가 사상을 선행한다고 주장한다. 또한 우리가 말을 해석하는 것이 아니라 말이 우리를 해석한다고 한다. 푹스는 심지어 "인간이 언어를 발견한 것이 아니다. 인간이 언어를 낳은 것이 아니라 인간은 언어로부터 태어났다"고 한다. 이말은 인간이 자기 생각을 표현하기 위해 언어를 사용하는 것이 아니라 언어가 인간의 생각과 사상을 만들고 조정한다는 것이다. 언어는 일하고 언어는 발생된다는 것이다.
푹스와 함께 신 해석학을 주도했던 독일의 게하르트 에벨링은 '언어사건'이라는 말 대신에 '말사건'이라는 표현을 한다. 물론 같은 의미이다. 에벨링은 "해설되어야 하고 해설이 필요한 것은 이제 더 이상 본문이 아니라고 한다. 이제 우리는 본문의 목적이 그 자체가 해설하고 조명하고 창조하는 것을 보는 것이라고 한다. 본문은 거기에 그 자체만을 위하여 있는 것이 아니라 본문의 기원이며 미래일 말 사건을 위하여 있는 것이다"라고 한다. 그러므로 언어사건(말 사건)은 계속적으로 일어난다고 한다. 해석자가 텍스트를 주장하는 것이 아니라 계속적으로 텍스트가 해석자를 주장한다는 것이다라고 한다.

## 어네스트 푹스
어네스트 푹스는 언어 사건의 연설은 바울 루터란(Pauline-Lutheran) 전통에 있다고 주장한다. 푹스에게는 말씀과 신앙은 본질적으로 함께 속한다. 신앙은 말씀은 본질적인 관계를 가지고 있다. 신앙은 말씀을 만나 말씀을 듣는 것이므로, 구체적으로 복음을 의미한다고 한다. 이런 이유로 그는 언어 사건을 믿음의 전개라고 본다.  이러한 말의 이해는 그의 해석학의 근본적인 범주를 대표한다.  푹스는 언어 사건에 대한 그의 교리를 다양한 신학 분야, 즉 예수의 설교, 바울의 신학과 부활절조차에 적용한다.

## 게하르트 에벨링
게하르트 에벨링은 언어사건을 교리적으로 구별하였다. 그는 성례전을 언어사건으로 이해하였다.

## 융엘
에베하르드 융엘(Eberhard Jüngel)은 어네스트 푹스로부터 신학적 영향을 받았으며 언어사건 개념의 지지자였다. 그는 바울과 예수(Paul and Jesus)라는 자신의 책에서 루돌프 불프만의 견해와 구별을 하였다.

## 같이 보기
- 신 해석학
- 어네스트 푹스
- 게하르트 에벨링